# Słowatycze (gmina)
Słowatycze (pocz. Sławatycze) – dawna gmina wiejska istniejąca do 1922 roku w woj. białostockim (obecnie na Białorusi). Siedzibą gminy były Słowatycze.
Na początku okresu międzywojennego gmina Słowatycze należała do powiatu wołkowyskiego w woj. białostockim. Gminę zniesiono już 30 grudnia 1922 roku, a jej obszar włączono do gminy Międzyrzecz:
- gromadę Agatowo (wieś Agatowo),
- gromadę Chomicze (wieś Chomicze i osada Sieczyszcze),
- gromadę Cierechowicze (wieś oraz folwarki Komary, Michalin Mały i Szyrkowicze),
- gromadę Iwaszkiewicze (wieś i folwark Iwaszkiewicze),
- gromadę Jarutycze (wieś Jarutycze),
- gromadę Koszele (wieś Koszele i folwark Moracze),
- gromadę Mielachowicze (wieś i folwark Mielachowicze),
- gromadę Pawłowicze (wsie Pawłowicze i Słowatycze, folwark Mazurkowszczyzna oraz osady Śmieck i Struga),
- gromadę Piczuki (wsie Piczuki i Owieczyce oraz folwark Ułasowszczyzna),
- gromadę Pieniuga (wsie Pieniuha i Cyganówka oraz folwark Pieniuha),
- gromadę Pietrowicze (wieś Pietrowicze).
- gromadę Rościewicze(wieś Rościewicze),
- gromadę Zaprudzie (wieś Zaprudzie),

Zobacz też: gmina Sławatycze